# Aparelho fonador

Sistema fonador integrado ao sistema respiratório.

É denominado aparelho fonador o conjunto de órgãos responsáveis pela fonação humana, são eles os seguintes:
- Pulmões (cada um de dois órgãos respiratórios (direito e esquerdo), situados em cavidades laterais do tórax, sobre o diafragma, revestidos pela pleura e dividido em lobos; promovem as trocas gasosas, fornecendo oxigênio a todo o corpo e eliminando o gás carbônico)
- Traqueia (conduto situado na frente do esôfago, constituído de anéis cartilaginosos horizontalmente dispostos, que liga a laringe aos brônquios e serve para a passagem de ar; traqueia-artéria)
- Laringe (cordas vocais e glote)
- Lábios (Os lábios (superior e inferior) são as bordas de mucosa que revestem a boca humana.)
- Dentes
- Alvéolos
- Palato duro (O palato (ou céu da boca) é o teto da boca dos animais vertebrados, incluindo os humanos. Ele separa a cavidade oral da cavidade nasal. O palato é dividido em duas partes, a parte óssea anterior ("palato duro") e a parte mole posterior ("palato mole" ou "véu palatino").)
- Palato mole (véu palatino e úvula)
- Parede rinofaríngea
- Ápice da língua ("Ponta da língua".)
- Raiz da língua
- Nariz

## Funcionamento
O ar é expelido dos pulmões por via dos brônquios, penetra na traquéia e chega à laringe. É a abertura entre duas pregas musculares das paredes superiores da laringe, conhecidas com o nome de cordas vocais. O fluxo de ar pode encontrá-la aberta ou fechada. Se estiver aberta, o ar força a passagem através das cordas vocais retesadas, fazendo-as vibrar e produzir o som musical característico das articulações sonoras.
Se estiver fechada, relaxada as cordas vocais, o ar se escapa sem vibrações da laringe e as articulações produzidas, denominam-se surdas.O fluxo de ar pode encontrá-la fechada ou aberta, em virtude de estarem aproximados ou afastados os bordos das pregas vocais.
No primeiro caso, o ar força a passagem através das pregas vocais retesadas, fazendo-as vibrar e produzir o som musical característico das articulações sonoras.
No segundo caso, relaxadas as pregas vocais, o ar se escapa sem vibrações laríngeas.
As articulações produzidas denominam-se surdas.
A distinção entre sonora e surda pode ser claramente percebida na pronúncia de duas consoantes que no mais se identificam; B (sonoro) P (surdo).
Ao sair da laringe, a corrente expiratória entra na cavidade faríngea, uma encruzilhada, que lhe oferece duas vias de acesso ao exterior: o canal bucal e o nasal.
Suspenso ao entrecruzar desses dois canais fica o véu palatino, órgão dotado de mobilidade capaz de obstruir ou não o ingresso do ar na cavidade nasal e, conseqüentemente, de determinar a natureza oral ou nasal de um som.
Quando levantado, o véu palatino cola-se à parede posterior da faringe, deixando livre apenas o conduto bucal. As articulações assim obtidas denominam-se orais.
Quando abaixado, o véu palatino deixa ambas as passagens livres.
A corrente expiratória então divide-se, e uma parte dela escoa-se pelas fossas nasais, onde adquire a ressonância característica das articulações."
A distinção entre surda e sonora pode ser muito bem percebida na pronúncia de duas consoantes que no mais se identificam.
Assim:
- /p/ pê ( = surdo); /b/ bê ( = sonoro)
- /t/ tê ( = surdo); /d/ dê ( = sonoro)
- /k/ que ( = surdo); /g/ gue ( = sonoro)

A corrente expiratória, ao sair da laringe, entra na cavidade da faringe que lhe oferece duas vias de acesso ao exterior o canal bucal e o nasal com a finalidade de determinar o som oral (= bucal) e o som nasal (= nasal).
Veja a pronúncia das vogais:
- /a/ (oral), /ã/ (nasal)

Conforme as palavras:
- /a/ lá (oral), /ã/ lã (nasal)
- /a/ mato (oral), /ã/ manto (nasal)